# Buena fe registral
En la jurisprudencia de España, el concepto de buena fe registral en materia de propiedad y derechos reales, en su aspecto positivo, consiste en la creencia, por parte de quién pretende ampararse en la protección registral, de que la persona de quién adquirió la finca de que se trata era dueño de ello y podía transmitirle su dominio; en sentido negativo, en la ignorancia y desconocimiento de inexactitudes o de vicios invalidatorios que puedan afectar a la titularidad del enajenante.
La ignorancia de las inexactitudes o vicios debe de ser modulada por la exigibilidad de una diligencia normal o adecuada a quien se ve perjudicado por ellos, es decir, debe de darse la imposibilidad de conocer la inexactitud.